# Station Sławniowice Nyskie
Station Sławniowice Nyskie is een spoorwegstation in de Poolse plaats Sławniowice.